# Osage Township (comté de Saint Clair, Missouri)
Pour les articles homonymes, voir Osage Township.
Osage Township est un ancien township, situé dans le comté de Saint Clair, dans le Missouri, aux États-Unis,.
Le township est fondé vers 1890 et baptisé en référence à la rivière Osage.

### Source de la traduction
- (en) Cet article est partiellement ou en totalité issu de l’article de Wikipédia en anglais intitulé « Osage Township, St. Clair County, Missouri » (voir la liste des auteurs).